# HD 49980
HD 49980，又名BD-16 1624，SAO 151992、HR 2535，是一颗恒星，视星等为5.79，位于銀經228.12，銀緯-7.93，其B1900.0坐标为赤經6h 45m 54.5s，赤緯-16° -7.93′ 6″。